# Гальєгос (Сеговія)
Гальєгос (ісп. Gallegos) — муніципалітет в Іспанії, у складі автономної спільноти Кастилія-і-Леон, у провінції Сеговія. Населення — 97 осіб (2010).
Муніципалітет розташований на відстані близько 75 км на північ від Мадрида, 31 км на північний схід від Сеговії.

## Демографія
Динаміка населення (INE ):